# فوداراکوسان-جی
فوداراکوسان-جی (به ژاپنی: 補陀洛山寺, Fudarakusan-ji) یک معبد متعلق به فرقه تندای است که در ناچیکاتسوئورا، شهرستان هیگاشی‌مورا، واکایاما، استان واکایاما، ژاپن واقع شده‌است.